# Воронов, Александр Александрович (физик)
Александр Александрович Воронов (1861—1938) — профессор электротехники и директор Технологического института (с 1904).

## Биография
В 1881 году окончил Санкт-Петербургское коммерческое училище, а в 1886 году — механическое отделение Санкт-Петербургского практического технологического института со званием инженера-технолога.
С 1886 года — механик на писчебумажной фабрике братьев Варгуниных и электротехник в Обществе освещения газом Санкт-Петербурга. Член Комитета по техническим делам при департаменте торговли и мануфактур. 
С 1888 года он преподавал черчение и проектирование в Петербургском технологическом институте, в 1892 году начал читать курс лекций «Динамо-машины, электромоторы и их применение». Для совершенствования в электротехнике его направляли за границу в 1892 и 1895 годах. 
В 1897 году он был назначен адъюнкт-профессором, а в 1901 году — профессором прикладной механики в технологическом институте; был директором института (1904—1905 и с 1908). 
В 1913 году получил звание Заслуженный профессор технологического института.
В 1899—1912 годах он был также преподавателем электротехнической лаборатории в Электротехническом институте, где организовал электромеханическую лабораторию, реорганизованную затем в кафедру электрических машин. 
С 1902 года — почётный инженер-электрик ЭТИ. В 1920-е годы он читал здесь специальный курс электротехники, теорию электричества и магнетизма, руководил дипломным проектированием и заведовал электротехнической лабораторией.
В 1930 году в связи с реорганизацией высшей школы А. А. Воронов перешёл работать в Политехнический институт.
В 1917 году некоторое время он был попечителем Петроградского учебного округа; в 1918 году был назначен членом Центрального электротехнического совета.
С 1924 года — член Комитета по делам изобретателей. Состоял членом Русского комитета Международной электротехнической комиссии. 
Имел ордена: Св. Анны 2-й и 3-й степени, Св. Станислава 2-й и 3-й степени, Св. Владимира 4-й степени.
Его сын, Борис Александрович, тоже стал электротехником; был арестован и расстрелян 24 ноября 1937 года. Арест сына подорвал здоровье А. А. Воронова и он вскоре умер, в ночь на 14 мая 1938 года.